# Pseudoceto pickeli
Genre
Espèce
Pseudoceto pickeli, unique représentant du genre Pseudoceto, est une espèce d'araignées aranéomorphes de la famille des Miturgidae.

## Distribution
Cette espèce est endémique du Brésil.

## Publication originale
- Mello-Leitão, 1929 : Aranhas do Pernambuco colhidas por D. Bento Pickel. Annaes da Academia Brasileira de Sciencias, vol. 1, p. 91-112.